# 芳野菅子

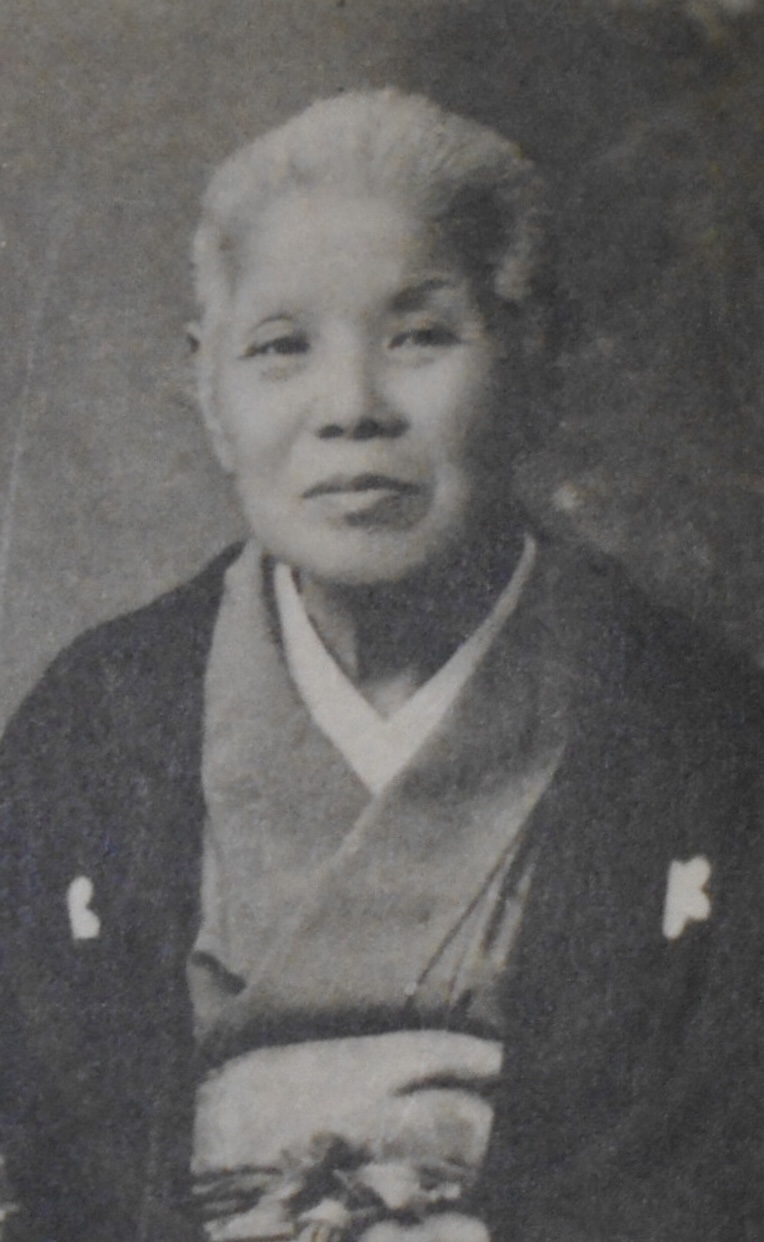
芳野菅子

芳野 菅子（よしの すげこ、天保8年2月4日（1837年3月10日） - 大正4年（1915年）2月4日）は、江戸時代幕末期から明治期の女性。福井藩奥女中（年寄）。歌人。明治期には、漢学塾逢原堂（のちに私立逢原学校）の分校として裁縫学校を開設し、女子教育に尽力した。　

## 生涯
天保8年（1837年）江戸日本橋生まれ。父は儒学者・芳野金陵、母はつな（1810-1902）。幼名はみさ、すげ。幼い頃から父に学び、和歌は間宮八十子に師事し、のちに福井城下で橘曙覧に学んだ。
嘉永5年（1852年）6月に福井藩奥女中として出仕し、三の間・呉服の間勤めののち、松平慶永や勇姫から篤い信任をえて、安政6年（1859年）2月祐筆。元治元年（1864年）6月若年寄、さらに慶応2年（1866年）6月には、福井藩大奥の筆頭「年寄」となった。出仕当初の名は「くま」、その後「もせ」「そて」、若年寄格となった元治元年（1864年）6月から「八十瀬」を称した。
政界に復帰した春嶽が政事総裁職として手掛けた参勤交代制の緩和によって、文久3年（1863年）3月、菅子は正室の勇姫に従って福井城下に到着した。橘曙覧が菅子と菅子を中心とする福井藩奥女中らに宛てた書簡は40通近くにおよび、その著作が奥向きで広く読まれ、歌の指導や贈答など交流のようすが浮かび上がる。
明治4年（1871年）2月には、暇を下されて松平家を離れ、まもなく飯野吉兵衛と結婚し、のぶを産むがほどなく離婚。その後生家にもどり、明治9年（1876年）11月には、父と弟世経が営む漢学塾逢原堂（のちに私学逢原学校）の分校として、日本橋本石町に裁縫学校を開設し、33年間にわたって女子教育にあたった。
晩年、娘のぶの嫁ぎ先小出伊勢治方に居住したため、小出菅子と称されることもある。

## 著書
- 『常磐廼古事』福井市春嶽公記念文庫、福井市立郷土歴史博物館蔵[7]。
- 芳野菅子著、島崎圭一編『芳野菅子歌集』1931年。肖像写真あり。